# Cabalis
Els cabalis (en llatí cabalis, en grec antic Καβαλίς, Καβαλλίς, Καβαλία) eren un poble de l'Àsia Menor que menciona Heròdot juntament amb els misis, els lidis, els lasonis i els higenis.
En un altre passatge parla dels cabelis o meonis (Καβηλέες οἱ Μηίονες) i diu que eren anomenats lasonis, però no aclareix res. Estrabó parla dels cibiratis i cabal·lis i diu que els primers eren descendents dels lidis que van ocupar una part del territori dels cabal·lis o cabals (caballi). Més tard diu que els cabaleis eren solimis. Estrabó admet la dificultat d'establir clarament la genealogia d'aquests pobles, i argumenta que els romans quan van fer les divisions territorials no van respectar els antics territoris de les ètnies, sinó que van establir convents jurídics segons la seva conveniència. Plini el vell situa el territori de Cabàlia a l'interior de Lícia i diu que les tres ciutats principals eren Enoanda, Balbura i Bubon. Claudi Ptolemeu dona les mateixes tres ciutats pel territori que anomena Carbàlia i situa a Pamfília, possiblement un error per Cabàlia. Les tres ciutats estan identificades i es poden situar a Lícia. Ptolemeu a més de les tres ciutats diu que eren del territori les de Cretòpolis, Termessos i Milyas. Plini diu que Cabàlia era part de Galàcia a la frontera amb Pamfília. Esteve de Bizanci parla d'una ciutat dels cabalis de nom també Cabalis.